# Spínač

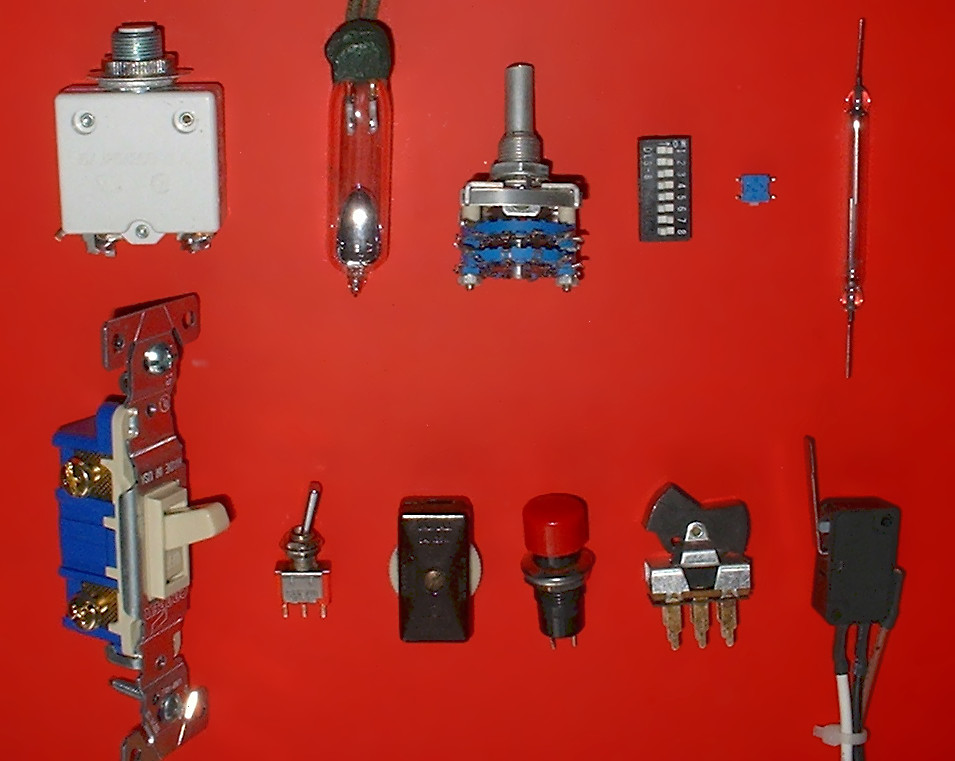
Různé druhy elektrických spínačů

Schematická značka nejjednoduššího typu spínače

Spínač je v elektrotechnice a elektronice mechanické zařízení určené k vodivému spojení nebo rozpojení části elektrického obvodu. Může mít mnoho konstrukčních podob. Na spínač může být nahlíženo jako na jednoduché logické hradlo, protože realizuje nejjednodušší logickou ano/ne rozhodovací funkci na jediném vodiči.
Spínač je určen pouze pro spínaní/rozpínání obvodů bez zátěže, tedy bez přítomnosti proudu, což je důležité především v energetice: Pak jde o odpojovač. Naopak vypínání obvodů pod zátěží i s problematikou vypínání zátěžových proudů a zhášení jejich oblouků řeší odpínače.

## Reálné elektrické průběhy spínání
Při zjednodušeném (idealizovaném) pohledu není mezi přepnutím spínače žádný přechodový stav, při bližším pohledu ale na obvodových veličinách dochází k přechodovým jevům, takže z pohledu logických obvodů i k možným hazardům.

## Reálné mechanické průběhy spínání
Mechanika samotného spínače prochází tzv. hysterezní smyčkou: Jak se postupně překlápí, ke změně elektrického obvodu dojde při různých úhlech, v závislosti na předešlé poloze, zda jde o spínání, nebo rozpínání. Konstrukční hystereze mechaniky může být podstatný aspekt instrumentace celého zařízení.

## Přenesený význam
Méně přesně se pojmu spínač používá i pro výkonové aplikace. Složitější spínače mohou být časované, např. pro načasování pračky v domácnosti předřadným zařízením do zásuvky, ale to už jde o polovodičové řešení.